# Trận Kolín
Trận Kolín diễn ra vào ngày 18 tháng 6 năm 1757 trên chiến trường Trung Âu của cuộc Chiến tranh Bảy năm, giữa 35.000 quân Phổ do vua Friedrich Đại đế chỉ huy và hơn 53.000 quân Áo do thống chế Leopold Josef von Daun cầm đầu. Trận đánh kết thúc với thắng lợi giòn dã của quân đội Áo, làm phá sản chiến lược tốc chiến tốc thắng của Phổ và buộc họ phải rút quân khỏi lãnh thổ Áo. Quân Áo chỉ tổn thất hơn 8.000 người trong khi thiệt hại của Phổ lên đến gần 14.000 binh tướng.
Sau khi tiến quân vào Böhmen và đánh thắng đạo binh chủ lực Áo trước cửa ngõ Praha, Friedrich Đại đế tiến hành vây hãm thành phố. Cho đến đầu tháng 6, Praha vẫn chưa khuất phục trong khi 1 đạo quân cứu viện đã được thống chế Daun chiêu tập ở mạn đông Böhmen. Khi quân Daun bắt đầu hành tiến về Praha vào ngày 12 tháng 6, Friedrich giãn vòng vây và đem 35.000 quân đi đánh chặn. Ngày 18 tháng 6, vua Phổ mở cuộc hành quân hòng đánh bọc cánh phải của Daun, người đã lập 1 tuyến phòng thủ rắn chắc tại thị trấn Kolín. Nắm bắt được chủ ý của đối phương, Daun dồn quân trừ bị sang củng cố sườn phải và quân Phổ bị chặn đánh với thương vong lớn. Friedrich đành chuyển sang tấn công trực diện trận tuyến chính của Áo và hai bên giằng co ác liệt cho đến 1 cuộc phản công của kỵ binh Áo phá tan bộ binh Phổ, buộc họ phải chạy về Praha. 2 ngày sau trận đánh, Friedrich bỏ vây Praha và rút hết quân binh khỏi Böhmen.

## Bối cảnh
Ngày 18 tháng 4 năm 1757, vua Phổ Friedrich II mang 115.000 đại quân tràn vào vùng Böhmen (Áo) nhằm loại Áo ra khỏi vòng chiến trước khi họ có thể hiệp lực với Pháp tấn công Phổ. Friedrich đánh bại quân chủ lực Áo do vương công Karl xứ Lothringen chỉ huy trong trận kịch chiến trước cổng thành Praha vào ngày 6 tháng 5, nhưng do Praha quá lớn nên Friedrich không thể chiếm ngay mà đành phải tiến hành vây hãm thành phố với hy vọng cư dân và "tàn binh bại tướng" ở đây sẽ sớm khuất phục. Phải mất gần 1 tháng thì quân Phổ mới đem được công thành pháo từ Sachsen đến cửa ngõ Praha, và trong khoảng thời gian đó, nữ hoàng Áo Maria Theresia kiên quyết thuyết phục Pháp không từ bỏ cuộc chiến cho đến khi Áo đoạt lại được Schlesien. Từ ngày 29 tháng 5, các khẩu đội Phổ ra sức bắn phá Praha trong vòng 5 ngày nhưng suốt 5 ngày nhưng thành phố vẫn không đầu hàng.
Trong khi quân Phổ đang bận vây Praha, 15.000 quân Áo bị cắt rời khỏi Praha trong trận đánh trước đã rút xuống phía nam và trở thành bộ phận nòng cốt của đạo quân cứu viện ở miền đông Böhmen do thống chế Leopold Joseph von Daun thống lĩnh. Do coi nhẹ Daun nên Friedrich II chỉ sai Quận công xứ Bevern chia 19.000 đi dò la và hãm đánh Daun nếu cần thiết. Đến đầu tháng 6, các lực lượng rải rác ở Böhmen và một số tỉnh nội địa cùng với lính Sachsen đào ngũ khỏi quân đội Phổ đã quy tụ dưới cờ Daun, nâng cao quân số của ông lên khoảng 53.500–55.000 người. Bevern liên tục cầu viện Friedrich và được nhà vua chi viện thêm 6.000 binh sĩ. Đến ngày 12 tháng 6, sau khi nhận chỉ thị trực tiếp của chính phủ Áo, Daun bắt đầu tiến quân về Praha. Tình hình đó thúc đẩy Friedrich kéo 10.000 quân về mạn đông vào ngày 13 tháng 6 và hội quân với Bevern vào ngày hôm sau, nâng quân số của ông lên 35.000 người. Trong khi Friedrich nghỉ quân thay vì định hình cục diện chiến thuật theo hướng có lợi cho mình, Daun ráo riết xây dựng 1 trận tuyến phòng thủ vững chắc phía tây thị trấn Kolín, trên 1 dãy đồi quen thuộc với các cuộc diễn tập của quân đội Áo thời bình. Ông bài trí quân 2 cánh trên 1 địa hình cao khó tiếp cận từ đằng trước, và cánh trái của ông lại còn được yểm trợ bởi 1 chuỗi sông hồ. Ở trung tâm trận tuyến - nơi có ít chướng ngại vật tự nhiên nhất, Daun triển khai bộ binh tinh nhuệ nhất cùng với chủ lực của 19.000 kỵ binh dưới quyền ông.
Mặc dù các toán kỵ binh tuần tiễu không cung cấp được thông tin chính xác nào về đội hình và dự định của quân Áo, Friedrich vẫn tin rằng lực lượng bộ binh thiện chiến của ông có thể đánh đuổi quân địch ra khỏi bất kỳ 1 vị trí phòng thủ được lựa chọn và chuẩn bị tốt nào. Quân đội Phổ nhổ trại vào lúc 6h sáng ngày 18. Do thiếu bản đồ và thông tin trinh sát, Friedrich phải trèo lên hết tòa nhà này đến tòa nhà khác để khảo sát trận địa quân Áo. Dựa trên những gì ông thấy và không thấy, nhà vua quyết định hành quân ngang chính diện quân Áo, rồi tấn công cánh phải ở bất cứ nơi nào có địa hình dốc thoải giúp dễ tiếp cận đối phương. Theo kế hoạch do Friedrich soạn thảo, thiếu tướng Johann von Hülsen sẽ dẫn 7 tiểu đoàn tiên phong băng qua cao lộ nằm song song với chính diện quân Áo cho đến khi tới làng Krzeczhorz, rồi quay sang phải, chiếm các đồi sau làng vào vị trí đối diện với sườn "hổng" của quân Áo ở phía tây. Thêm 9 tiểu đoàn nữa dưới sự điều khiển của tướng Joachim von Tresckow sẽ tiến theo hỗ trợ lực lượng của Hülsen. Sau khi hình thành trận tuyến kế bên và đằng sau các đơn vị tiên phong, phần còn lại của lực lượng bộ binh sẽ được giữ lại một thời gian rồi mới tiếp bước Hülsen và Tresckow. Trong khi đó, vài trăm khối thiết kỵ binh và long kỵ binh sẽ được triển khai sau lưng quân chủ lực để khai thác đòn hợp vây được trù định trước. Đồng thời, Friedrich giao cho trung tướng Hans Joachim von Ziethen cầm 50 khối khinh kỵ binh yểm trợ sườn trái của đoàn quân. Các sử gia vẫn chưa thể đồng thuận liệu Friedrich định thực hiện chiến thuật "đội hình nghiêng" mà ông áp dụng rất thành công ở Leuthen gần 6 tháng sau hay là định đánh vu hồi theo kiểu truyền thống.

## Trận chiến
Phải đến trưa thì Hülsen mới bắt đầu động binh, và phải mất thêm 1 tiếng đồng hồ nữa thì bộ binh ông mới vào vị trí khởi phát. Trên đường hành tiến, quân Phổ chịu một số tổn thất do hỏa lực quấy nhiễu của lính bộ binh nhẹ người Croatia tại Krzeczhorz. Mặc dù thương vong không lớn, điều này làm Friedrich cảm thấy ngờ rằng rằng những báo cáo về sức mạnh quân Áo mà ông bác bỏ trước đó là chính xác. Do vậy, ông quyết định giữ lại phần lớn lực lượng của mình để chờ những diễn biến tiếp theo trên địa bàn của Hülsen.
Sau khi mang kỵ binh về mạn đông và tiêu diệt các toán lính Croatia và khinh kỵ binh Áo trong khu vực này, Ziethen dừng quân để đợi bộ binh. Đến 13h, các tiểu đoàn của Hülsen mới bắt đầu tiến công. Tuân thủ học thuyết chiến thuật của mình, bộ binh Phổ di chuyển với thạch cơ điểu thương vác vai nhằm đánh đổi hỏa lực bằng tốc độ nhanh và vẻ bề ngoài đáng sợ. Nhưng thay vì làm đối phương nao núng, họ sớm biến thành miếng mồi ngon của hỏa lực quân Áo. Tuy bị pháo binh Áo khoét nhiều lỗ hổng trong đội hình của mình nhưng quân Phổ vẫn tiến qua Krzeczhorz và trèo lên các đồi sau làng, nơi họ bị một bộ phận lớn quân Áo chặn đánh dữ dội: thì ra Daun đã dốc hàng loạt trung đoàn trừ bị do trung tướng Heinrich Karl von Wied-Runkel vào khu vực này trong khi đối phương còn đang hành quân. Chiến sự sau đó diễn ra gay gắt đến mức Daun lại phải tăng viện thêm nhiều đơn vị quân trừ bị nữa cho Wied-Runkel.

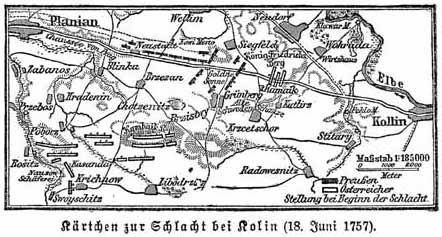
Bản đồ trận Kolín.

Quan sát thấy bụi mù bốc lên từ đường di chuyển của quân dự bị Wied-Runkel, Friedrich tin rằng trận tuyến chính của Áo trên vùng đồi núi hai bên Chocenitz đã bị nới lỏng và một đòn đánh vỗ mặt sẽ dễ dàng và đỡ mất thời giờ hơn là đánh thọc hông. Do vậy, không lâu sau 15h, nhà vua sai các tiểu đoàn bộ binh tiền phương do vương công Moritz xứ Anhalt-Dessau chỉ huy dàn trận theo hàng ngang và đánh thẳng vào phòng tuyến chủ lực đối phương thay vì hành quân bọc sườn theo các đội hình dọc. Do không hiểu suy nghĩ của nhà vua nên Moritz trở nên lúng túng với sự thay đổi kế hoạch này và liên tục khước từ mệnh lệnh. Phải đến khi Friedrich quát thẳng vào mặt Moritz: "Dàn hàng ngang" thì vị thống soái mới làm theo ý ông. Sau trận đánh, Friedrich quở trách Moritz vì đã trì hoãn tiến công làm nhà vua mất mọi kiểm soát đối với Hülsen.
Có điều là đạo binh của Daun lớn hơn rất nhiều so với những gì Friedrich mường tượng. Vào thời điểm các tiểu đoàn của Moritz hình thành chiến tuyến, lính áo trắng vẫn đóng đầy ắp trên cao điểm Krzeczhorz. Không có sự yểm trợ của pháo binh, bộ binh Phổ một lần nữa bị trọng pháo Áo tàn sát dữ dội. Điều đó cùng với sự nóng nực và đói khát đã khiến quân bộ của Moritz tấn công với tinh thần sa sút. Họ cũng không nhận được sự hỗ trợ của các đơn vị khác trong trận hình quân Phổ. Bên phải quân Moritz, các đơn vị bộ binh của thiếu tướng Christoph H. von Manstein đã và đang chịu nhiều tổn thất do hỏa lực của lính thiện xạ người Croatia trong các cánh đồng lúa nằm dọc theo cao lộ. Quân đội Phổ lại không có lính bộ binh nhẹ chuyên nghiệp để giữ những kẻ quấy nhiễu này ở một khoảng cách xa. Tại đây, theo ghi chép sau này của Friedrich, thêm một bộ tướng nữa đã phá hỏng chiến lược tổng thể của ông: khoảng 15h-15h30, Manstein thúc quân tấn công quân Áo trong khu vực của ông mà không hề có chỉ thị của Friedrich, làm bùng lên một cuộc giao tranh ác liệt đến mức nhà vua buộc lòng phải chi viện hết mọi đơn vị bộ binh còn lại trong tay mình cho Manstein. Các sử gia hiện đại Christopher Duffy và Dennis E. Showalter dẫn ra một "nguồn tin đáng tin cậy hơn" cho biết Manstein tiến công sau khi một sĩ quan tùy tùng của vương tộc tình cờ đưa lệnh cho ông đánh đuổi lính kỳ binh Áo bên sườn quân ông.
Do tưởng đây là một huấn dụ trực tiếp của đức vua – và cũng có lẽ do nó hợp với ý định của ông, Manstein ban đầu cho xung trận 1 tiểu đoàn và sau đó thảy hết 5 tiểu đoàn của mình vào cuộc. Quân ông nhanh chóng quét sạch lính Croatia ra khỏi làng Chocenitz, sau đó đánh thọc lên đồi Przerovsky. Do tin rằng những gì ông đối mặt chỉ là một lực lượng bình phong mỏng yếu nên Manstein kiên quyết truy diệt họ cho kỳ được. Và chỉ vài phút sau các đoàn quân của ông đã rơi vào một trận đánh quy mô lớn, nơi mà mọi đơn vị bộ binh còn chưa tham chiến của Friedrich sẽ bị lôi kéo vào cuộc. Nhưng nhà vua không chỉ không ra lệnh cho Manstein thoái binh mà còn thân chinh đến địa bàn của ông này để đôn đốc quân sĩ. Theo nhận định của Showalter, có lẽ Friedrich vẫn tin rằng quân Áo đang sơ hở ở một nơi nào đó, hoặc cũng có thể ông suy tính rằng nếu thua trận thì ông sẽ chọn Manstein làm "con dê gánh tội" thay vì Moritz - một người có lắm mối quen biết. Dù sao đi nữa, Manstein cũng không đạt được thành công gì hơn Moritz. Hành tiến với súng hỏa mai vác vai, các tiểu đoàn của Manstein đã bị pháo hạng nặng và pháo dã chiến của Áo bắn cho tan nát trước khi lọt vào tầm bắn của bộ binh Áo. Các tiểu đoàn ở hàng đầu do hao tổn nặng nề nên phải co cụm vào nhau, và càng lúc càng nhiều đơn vị từ hàng thứ hai dồn lên trám các lỗ hổng. Đến khoảng 16h, 5 tiểu đoàn của Manstein đã dồn hết thành một tuyến xung phong yếu ớt và rã rời, không thể làm gì được nữa dù các khẩu đội pháo hạng nặng Phổ đã vào trận.

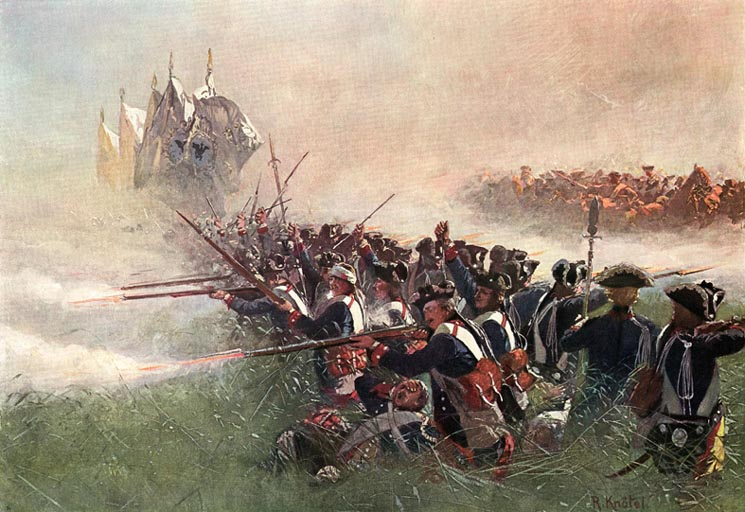
Tiểu đoàn Vệ binh số 1 Phổ, trong trận Kollin, tranh vẽ của Richard Knötel.

Trước thế trận bế tắc ở phía tây và trung tân, chủ soái hai bên bắt đầu chuyển trọng tâm sang hướng đông. Giữa chiều, Daun đã tập trung đủ lính dự bị để phản công Hülsen. Dưới sự chỉ huy của trung tướng Starhemberg, một lực lượng Áo đã tiến đánh cánh rừng sồi đằng sau Krzeczhorz và đốn quỵ từng lớp quân Phổ bằng những loạt chính xác đến độ người Phổ phải khâm phục. Các đội hình khác của quân Áo cũng ào ạt xông lên, chỉ để bị đập tan bằng một đòn xung phong của Trung đoàn Long kỵ binh số 1, các Trung đoàn Thiết kỵ binh số 2, 8 và một lữ đoàn kỵ binh nặng Phổ. Thiếu tướng Siegfried von Krosigk đích thân dẫn dắt kỵ binh xung kich cho đến khi ông trúng đạn tử vong. Viên đại tá trẻ tuổi của Trung đoàn Thiết kỵ binh 8 là Friedrich Wilhelm von Seydlitz đã thay Kroigsick duy trì nhịp điệu tấn công, nghiền nát 2 trung đoàn kỵ binh và đánh thiệt hại nặng một số trung đoàn bộ binh đã gây trở ngại lớn cho Moritz và Hülsen. Nhưng do trong tay ông chỉ có 3 trung đoàn nên Seydlitz buộc lòng thu quân về trận tuyến để tránh bị tiêu diệt.
Trong suốt quãng thời gian còn lại của buổi chiều, Friedrich và các thuộc tướng ra sức phát triển thắng lợi cục bộ này thành một thắng lợi toàn diện. Càng lúc càng trở nên liều mạng, nhà vua vung kiếm thôi thúc quân sĩ của Manstein chiến đấu. Hai bên đánh nhau mãi mà chưa bên nào giành được phần thắng. Thấy bộ binh đánh không xong, Friedrich sai thiếu tướng P. E. Penavaire cầm 4 trung đoàn thiết kỵ binh xông lên dãy đồi phía tây nam làng Krzeczhorz và đánh thốc vào trung tâm trận tuyến quân Áo. Friedrich cũng truyền lệnh cho trung tướng Hans Joachim von Ziethen đem khinh kỵ binh và Quận công August Wilhelm xứ Bevern đem 8 tiểu đoàn dự bị cuối cùng của bộ binh đến giúp Penavaire. Do ngựa cưỡi của viên sứ giả đưa lệnh bị bắn gục nên Bevern nhận lệnh trễ và không thể tiếp viện nhanh cho quân chủ lực. Trong khi đó, các khối khinh kỵ binh của Ziethen lại bị cầm chân bởi kỵ binh cánh phải Áo. Penavaire ráng sức thúc đẩy cuộc tấn công đơn độc của mình, song sớm bị hãm chặn bởi địa hình dốc cao và hỏa lực khốc liệt của bộ binh Croatia. Một đợt phản công mạnh mẽ của quân Áo buộc kỵ binh Phổ phải mạnh ai nấy chạy mặc cho Friedrich cố sức chấn chỉnh hàng ngũ của họ.
Trên khắp mặt trận vào lúc này, bộ binh Áo cũng đã thấm mệt và xài gần hết đạn dược của mình. Cơ hội cuối cùng đến với quân Phổ khi Bevern mang 8 tiểu đoàn bộ binh dự bị vào trận đúng lúc kỵ binh của Penavaire đang tan chạy. Trong một đợt tiến công quyết liệt lên cao điểm Krzeczhorz, quân Phổ cuối cùng đã phá vỡ được quân bộ binh Áo. Sau cả một ngày quyết đấu, chiến thắng xem chừng lại thuộc về đoàn quân hùng dũng của Friedrich. Nhưng mọi sự không khép lại ở đây. Thay vì tiếp tục truy kích tàn binh của Penavaire, kỵ binh Áo đồng loạt đánh ập vào mạng sườn và hậu quân đối phương. Cùng lúc đó, từ các cánh rừng sồi, lực lượng kỵ binh dự bị cuối cùng của Daun nhất tề xông thẳng vào đội hình quân Phổ. Được dẫn dắt bởi Trung đoàn Long kỵ binh De Ligne (sau được đổi tên thành Trung đoàn Long kỵ binh Windischgrätz), kỵ binh Áo mặc sức chém giết bộ binh Phổ và quyết định kết cục của trận đánh. Friedrich giờ đây không còn quân dự bị để tiếp tục chiến đấu. Trong tuyệt vọng, nhà vua thu thập 50 binh sĩ và dẫn họ tấn công một khẩu đội pháo binh Áo. Một viên sĩ quan hầu cận hét lên: "Bệ hạ, liệu ngài muốn một mình tiêu diệt khẩu đội đó hay sao?", làm Friedrich phải chấm dứt hành động này. Quân ông rời bỏ trận tuyến và lui về Praha, nhưng quân Áo do quá kiệt sức nên không truy kích.

## Kết cục
Trận đánh kết thúc với thắng lợi quyết định của quân nhà Habsburg. Theo thống kê của Bộ Tổng tham mưu Đức cuối thế kỷ 19, thiệt hại của quân đội Phổ tại Kolín lên đến 392 sĩ quan (tính cả hai trung tướng và 5 thiếu tướng) và 13.376 binh lính. Trong số này có 9.702 quân nhân được liệt vào danh sách tử trận. Bộ binh Phổ bị thương vong nhiều nhất, với 12.307 quân nhân chết, bị thương và mất tích, trong khi kỵ binh hao tổn mất 1.450 quân nhân và 1.907 ngựa chiến. Thương vong của pháo binh Phổ rất nhỏ, chỉ bao gồm 4 sĩ quan (1 chết, 3 bị thương) và 7 binh lính. Thiệt hại về phía Áo khá nặng nề, với 360 sĩ quan và 7.754 binh lính tử vong, bị thương hay mất tích. Họ cũng thu giữ 22 lá hiệu kỳ và 45 cỗ đại bác Phổ làm chiến lợi phẩm.
Sau khi tin thắng trận bay về kinh đô, nữ hoàng Áo Maria Theresia tuyên bố lấy ngày 19 tháng 6 làm ngày thành lập Huân chương Quân công Maria Theresia và ban tặng huân chương này hạng Đại thập tự cho thống chế Daun. Bà cũng ban thưởng 4 hiệu kỳ cho Trung đoàn Long kỵ binh De Ligne để ghi nhận công lao của họ trong trận đánh vừa qua. Chiến thắng Kolín và những cuộc ăn mừng rầm rộ của triều đình Áo đã củng cố niềm tin của Pháp - một nước mới bắt tay với Áo sau hàng thập kỷ thù địch - vào vai trò tích cực của Áo trong liên minh chống Phổ cũng như sự bền vững của khối liên minh này.
Thất bại tại Kolín cũng là thất bại đầu tiên trong sự nghiệp cầm quân của vua Phổ Friedrich, đã làm phá sản hoàn toàn chiến dịch đánh nhanh thắng nhanh của ông tại Böhmen. Ngày 20 tháng 6, ông gỡ bỏ vòng vây Praha và rút toàn bộ quân binh về biên giới Sachsen, để lại Böhmen và quyền chủ động trong tay người Áo. Đây là khởi điểm cho một giai đoạn khốn đốn của quân đội và vương quốc Phổ, khi liên minh Áo-Pháp-Nga tiến công bản thổ Phổ từ nhiều phía và gây thiệt hại lớn cho các đạo quân Phổ.